# چلچله جنوبی
چلچله جنوبی (نام علمی: Progne elegans) نام یک گونه از سرده پروکن‌پرستوها است.